# Lenguas epi
Las lenguas epi son un subgrupo de las lenguas del noreste de Vanuatu e isla Banks. Se compone de seis idiomas.

## Clasificación
- Bieria-Maii
  - Bieria
  - Maii
- Lenguas lamenu-baki
  - Lenguas baki-bierebo
  - Lenguas lamenu-lewo

## Comparación léxica
Los numerales del 1 al 10 en diferentes lenguas de la Isla de Epi son:
| GLOSA | Baki     | Bierebo | Lamen    | Lewo    | Mae-Morae | PROTO- EPI |
| ----- | -------- | ------- | -------- | ------- | --------- | ---------- |
| 1     | tai      | ta      | sokoroga | taːga   | takai     | *tai       |
| 2     | ʧuwo     | ʧuwa    | lua      | lua     | ilua      | *lua       |
| 3     | tolu     | tolu    | sɛlu     | tɛlu    | itolu     | *təlu      |
| 4     | βeri     | βeri    | βeri     | βari    | ifar      | *βari      |
| 5     | ʧima     | ʧima    | lima     | lima    | ilima     | *lima      |
| 6     | ari      | wora    | ara      | orai    | loroᵑgal  | *lo-rai    |
| 7     | aluwo    | okolua  | olua     | olua    | lukulua   | *loko-lua  |
| 8     | arolu    | okorolu | orɛlu    | orɛlu   | lokrol    | *loko-rəlu |
| 9     | aβeri    | okoβeri | oβɛri    | oβari   | lokβar    | *loko-βari |
| 10    | duwelimo | lualima | lualima  | lualima | lualima   | *lua-lima  |